# جون ويزلي سنايدر
جون ويزلي سنايدر (بالإنجليزية: John Wesley Snyder)‏ هو مربي ماشية وشخصية أعمال أمريكي، ولد في 21 يونيو 1837 في مقاطعة يازو في الولايات المتحدة، وتوفي في 14 أبريل 1922 في غروسبيك في الولايات المتحدة.